# New Lebanon (Nueva York)
New Lebanon es un pueblo ubicado en el condado de Columbia en el estado estadounidense de Nueva York. En el año 2000 tenía una población de 2.454 habitantes y una densidad poblacional de 26.4 personas por km².

## Historia
El pueblo formaba parte de Canaan en 1818.

## Geografía
New Lebanon se encuentra ubicado en las coordenadas 42°28′0″N 73°26′36″O / 42.46667, -73.44333.

## Demografía
Según la Oficina del Censo en 2000 los ingresos medios por hogar en la localidad eran de $44,805, y los ingresos medios por familia eran $50,417. Los hombres tenían unos ingresos medios de $34,524 frente a los $30,590 para las mujeres. La renta per cápita para la localidad era de $20,529. Alrededor del 9.0% de la población estaban por debajo del umbral de pobreza.